# Чистильщик (телесериал)
«Чистильщик» (англ. The Cleaner) — американский драматический телесериал, главную роль в котором исполнил Бенджамин Брэтт. Транслировался на канале A&E с 15 июля 2008 по 15 сентября 2009 года. Сериал был закрыт после двух сезонов.
Слоган: «Sometimes your only hope is someone who’s been there before».

## Сюжет
Наркотики, азартные игры, связи на одну ночь… Уильям Бэнкс (Бенджамин Брэтт) стремительно скатывается на самое дно. В отчаянии он заключает договор с Богом, пообещав в обмен на избавление от зависимости посвятить себя спасению людей, чья жизнь сложилась подобно его собственной.
Уильям собирает команду бывших наркоманов, готовых изменить свою жизнь, и приступает к своей миссии. Каждый день к нему обращаются люди, которым никто не смог помочь. Для них Уильям Бэнкс и его команда — последний шанс спасти своих ближних от неминуемой гибели. Порой ему приходится нарушать закон и действовать не самыми гуманными методами.

## Рейтинги
Среднее количество зрителей первого сезона, состоящего из 13 эпизодов, составило 4.2 миллиона зрителей, в том числе 2.4 миллиона среди взрослых 25-54 лет и 2.2 миллиона среди взрослых 18-49 лет. Среди критиков первый сезон сериала получил смешанные отзывы. Так, на сайте Metacritic сериал имеет оценку 41 из 100 на основе 15 рецензий критиков, что соответствует статусу «смешанные или средние отзывы».

## Актёрский состав

### Основной актёрский состав
| В ролях               |  | Персонаж          |  | Серии                         |
| --------------------- |  | ----------------- |  | ----------------------------- |
| Бенджамин Брэтт       |  | Уильям Бэнкс      |  | 1-26                          |
| Эми Прайс-Фрэнсис     |  | Мелисса Бэнкс     |  | 1-26                          |
| Грейс Пак             |  | Акани             |  | 1-26                          |
| Эстебан Пауэлл        |  | Арни Свентон      |  | 1-26                          |
| Лилиана Муми          |  | Лула Бэнкс        |  | 1-13, 15-16, 18, 22-23, 25-26 |
| Бретт ДельБуоно       |  | Бен Бэнкс         |  | 1-13, 15-16, 18, 22, 25-26    |
| Кевин Майкл Ричардсон |  | Дарнелл Макдауэлл |  | 1-13                          |

### Приглашенные звезды
- Дион Баско, Вупи Голдберг, Коул Гэри, Ширли Джон, Ксения Соло, Брайан Ван Холт, Тим Дикей, Аннабет Гиш, Миа Киршнер, Сьюзен Мэй Пратт, Эрик Робертс, Сара Кларк, Кэти Бейкер, Келли Линч, Руни Мара, Мередит Селенджер, Исайя Вашингтон и другие